# 大邱線
大邱線（テグせん）は、大韓民国大邱広域市寿城区にある佳川駅と慶尚北道永川市にある永川駅を結ぶ、韓国鉄道公社（KORAIL）の鉄道路線。
京釜線の支線であり、京釜線と中央線を繋ぐ路線である。
東大邱駅から中央線安東・栄州方面と直通する列車は、永川駅を通らずに北永川駅からの短絡線を経由する。また起点の佳川駅は旅客列車が停まらず、大邱線を通る旅客列車は東大邱駅を発着駅または停車駅とする。

## 路線データ
- 路線距離：26.1km
- 軌間：1435mm
- 駅数：7
- 複線区間：全線
- 電化区間：全線（交流25000V、60Hz）

## 歴史
- 1917年12月24日：慶東線の一部として大邱駅 - 永川駅間が開業。[1]。
- 1918年7月18日：琴湖駅開業[2]。
- 1960年12月23日：鳳亭駅開業[3]。
- 1967年12月21日：新坪駅開業[4]。
- 1969年6月10日：東大邱駅新設に伴い大邱駅 - 東大邱駅間の大邱線の線路が廃止。
- 1973年4月1日：新坪駅廃止[5]。
- 1997年8月27日：東大邱駅 - 清泉駅間移設工事開始。
- 2005年11月1日：東大邱駅 - 清泉駅間が郊外に移設、新たに京釜線との分岐駅として佳川駅開業、同時に琴江駅開業[6]。
- 2008年5月15日：東大邱駅 - 半夜月駅間の旧線廃止。
- 2011年4月7日：複線電鉄化工事開始[7]。
- 2014年12月8日：新線上の元堤トンネルが貫通。
- 2017年9月8日：河陽駅 - 永川駅間が新線に切り替え、鳳亭駅が事実上廃止。
- 2018年7月16日：琴江駅 - 河陽駅間が新線に切り替え。
- 2019年4月17日：鉄道路線番号が30210に変更[8]。
- 2021年3月30日：全区間の電化工事完成。
- 2021年6月17日：新線の距離に合わせた路線長（26.1km）に切り替えられ、鳳亭駅が正式に廃止。

## 駅一覧
- ●：全列車停車、▲：一部列車停車、|：全列車通過

| 駅名   | 駅名     | 駅名        | 駅間キロ (km) | 累計キロ (km) | 駅 等級 | 駅種別 | セ マ ウ ル | ム グ ン フ ァ | 接続路線                         | 所在地     | 所在地 | 所在地 |
| 日本語 | ハングル | 英語        | 駅間キロ (km) | 累計キロ (km) | 駅 等級 | 駅種別 | セ マ ウ ル | ム グ ン フ ァ | 接続路線                         | 所在地     | 所在地 | 所在地 |
| ------ | -------- | ----------- | ------------- | ------------- | ------- | ------ | ----------- | -------------- | -------------------------------- | ---------- | ------ | ------ |
| 佳川駅 | 가천역   | Gacheon     | 0.0           | 0.0           | 3級     | 普通駅 | \|          | \|             | 韓国鉄道公社：京釜線（直通運転） | 大邱広域市 | 寿城区 |        |
| 琴江駅 | 금강역   | Geumgang    | 4.3           | 4.3           | 3級     | 普通駅 | \|          | \|             |                                  | 大邱広域市 | 東区   |        |
| 清泉駅 | 청천역   | Cheongcheon | 3.8           | 8.1           | 3級     | 普通駅 | \|          | \|             |                                  | 慶尚北道   | 慶山市 |        |
| 河陽駅 | 하양역   | Hayang      | 5.5           | 13.6          | 3級     | 普通駅 | ●           | ●              | 大邱都市鉄道：1号線              | 慶尚北道   | 慶山市 |        |
| 琴湖駅 | 금호역   | Geumho      | 5.1           | 18.7          | 3級     | 普通駅 | \|          | \|             |                                  | 慶尚北道   | 永川市 |        |
| 永川駅 | 영천역   | Yeongcheon  | 7.4           | 26.1          | 2級     | 普通駅 | ●           | ●              | 韓国鉄道公社：中央線             | 慶尚北道   | 永川市 |        |

### 2005年11月1日の切り替え前に含まれた区間
東大邱駅 - 東村駅 - 新坪駅（1973年廃止） - 半夜月駅 - 清泉駅